# Punti notevoli della Valle della Morte

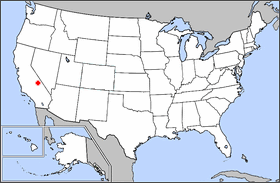
USA, California, ubicazione della Valle della Morte

I punti notevoli della Valle della Morte sono innumerevoli, i più importanti e facilmente raggiungibili sono Dante's View che domina la valle, Zabriskie Point molto spettacolare specialmente alle cinque di mattina, Furnace Creek, per l'interessante museo, Stovepipe Wells, dove ci sono ancora i carri abbandonati dai fortyniner e le dune di sabbia, Ubehebe Crater, il cratere di un vulcano spento, Scotty's Castle è il castello che un minatore si è fatto costruire nel deserto, Rhyolite una città fantasma che sta scomparendo. Altri punti notevoli di interesse geologico e raggiungibili solo per mezzo di strade sterrate su auto con trazione integrale, sono Titus Canyon, Marble Canyon, Racetrack Playa. Alcune località su strada sterrata sono raggiungibili a piedi, come Artist's Palette e Golden Canyon.
Nei punti di interesse ci sono dei grossi cartelli esplicativi.

## Zabriskie Point
Zabriskie Point è una località situata nell'area della Valle della Morte, famosa per il suo panorama che sembra extraterrestre a causa della sua particolare aridità.

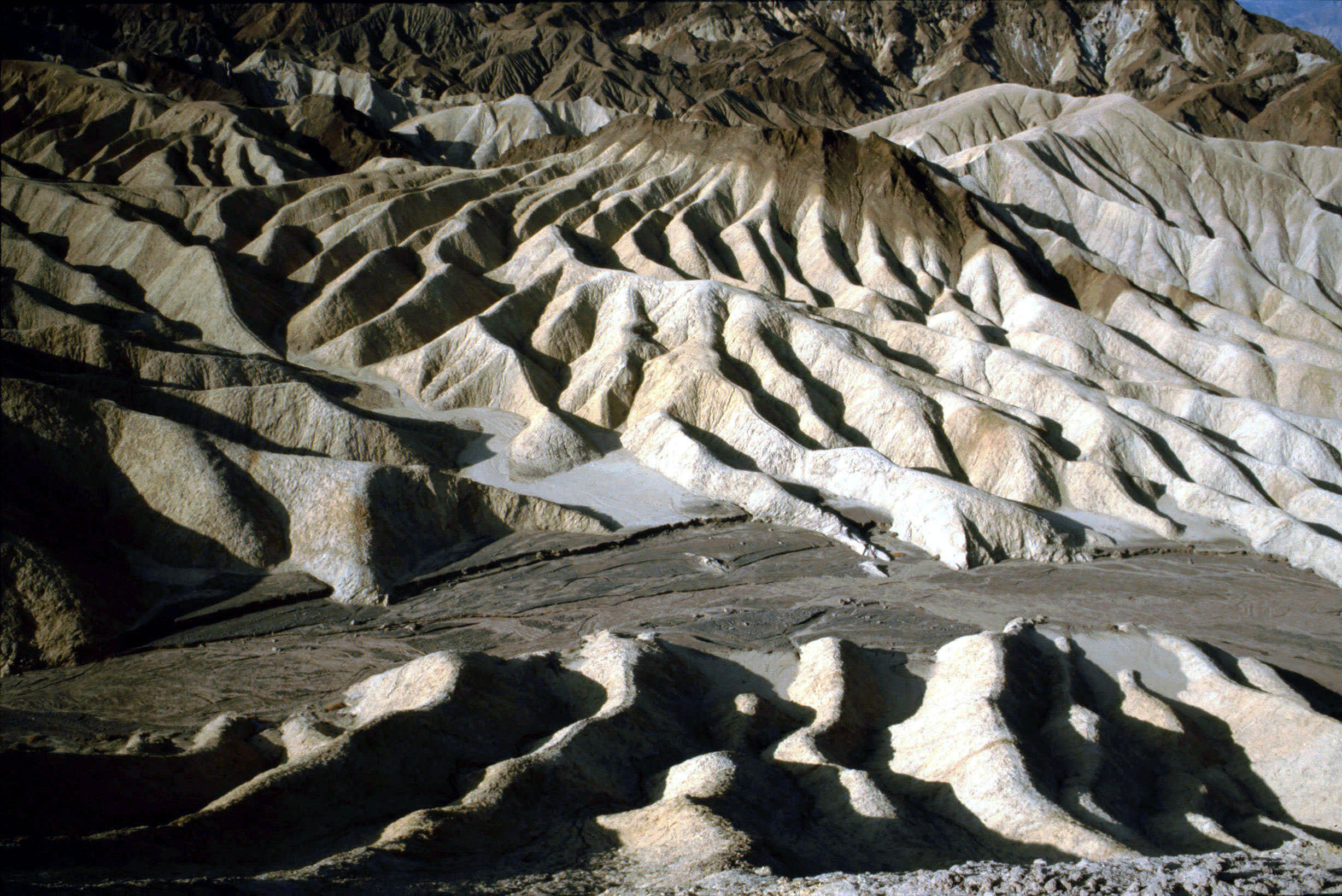
Gower Gulch visto da Zabriskie Point all'alba

Circa nove milioni di anni fa un antico lago occupava la Valle della Morte, le acque piovane scioglievano il borace contenuto nelle montagne, il quale si depositava in fondo al lago sotto forma di fango salino e ghiaia.
Dall'attività vulcanica dei vulcani vicini e dalla ricadute di lapilli nella zona si formò in seguito una coltre di lava più dura, chiamata riolite; nell'insieme questo agglomerato prende il nome di Formazione di Furnace Creek. La successiva orogenesi ha prodotto le colline che si vedono attualmente e che sono soprannominate badlands, "terra cattiva", perché non vi crescono piante.

### Christian Brevoort Zabriskie

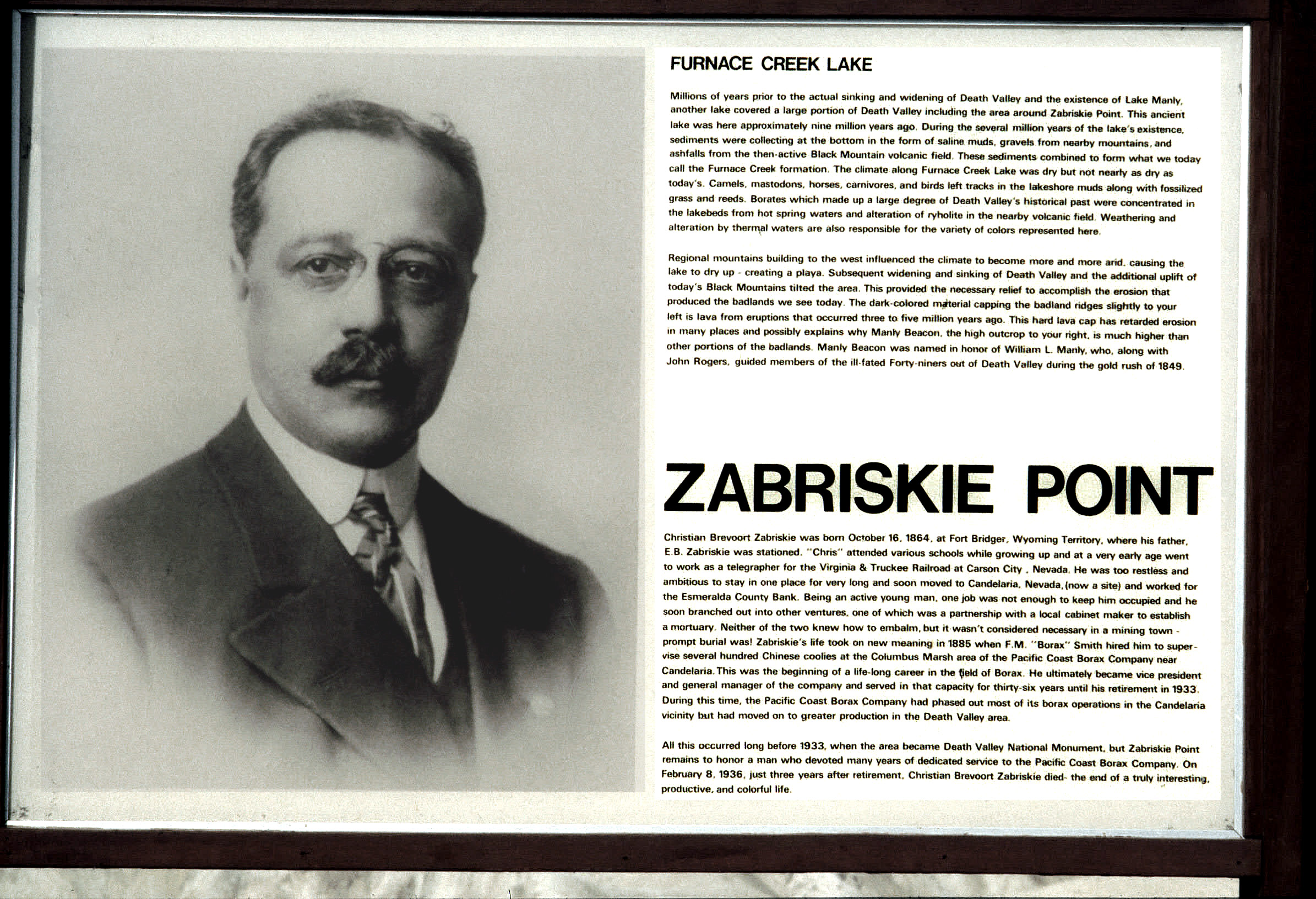
Cartellone di Christian Brevoort Zabriskie

Zabriskie Point prende il nome da Christian Brevoort Zabriskie che fu coordinatore dal 1885 e poi vice direttore e direttore generale, fino al 1933, della Pacific Coast Borax Company, la società che controllava l'estrazione e il trasporto del borace.
Nel 1970 Zabriskie Point è diventato famoso per il film omonimo di Antonioni e la relativa famosa colonna sonora.

### Manly Beacon

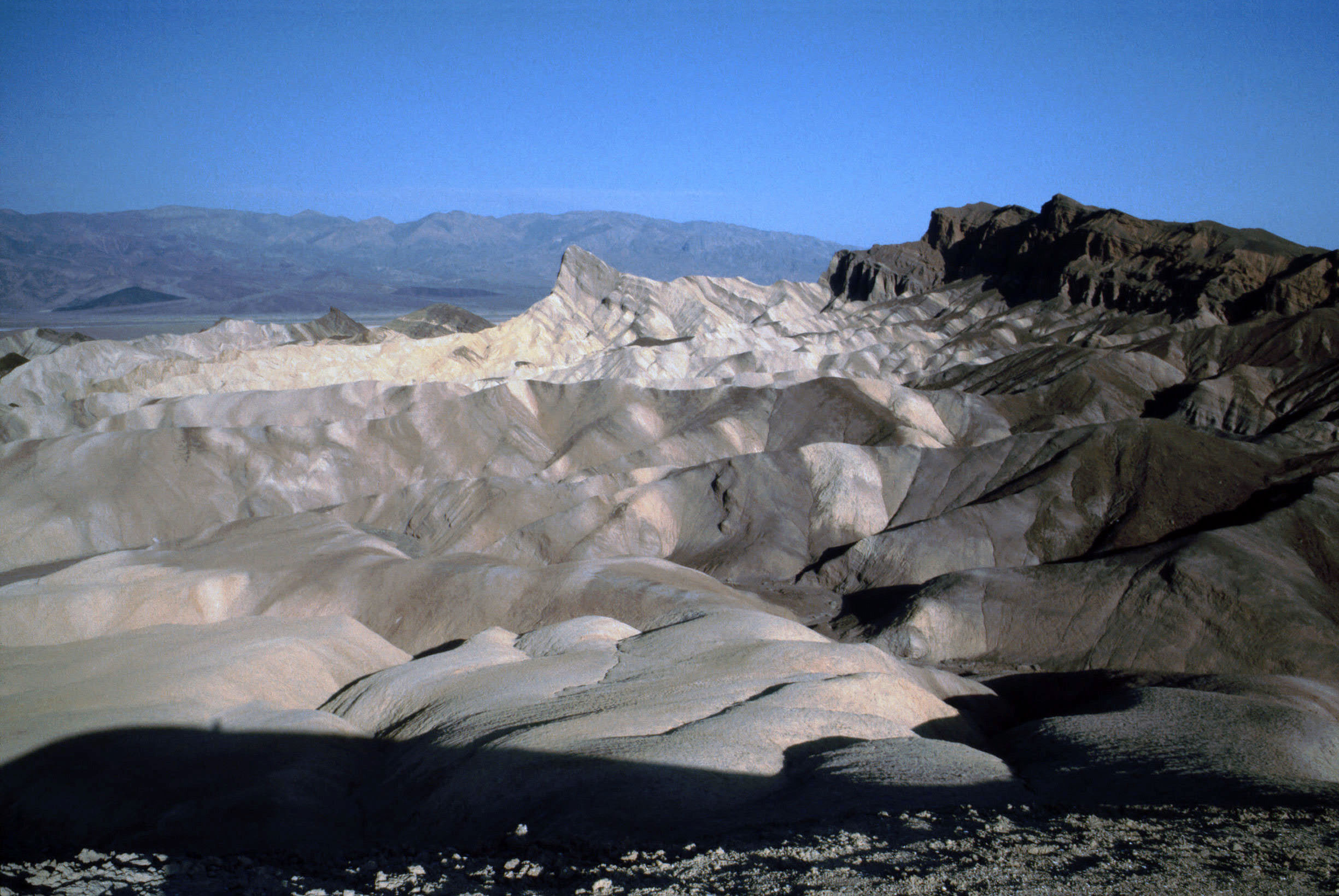
Manly Beacon e Red Cathedral all'alba viste da Zabriskie Point

Da Zabriskie Point guardando verso Nord, al mattino presto, si vedono illuminarsi Manly Beacon (faro di Manly) e la Red Cathedral (cattedrale rossa), chiamata così per il suo pronunciato colore rosso.
I contorni collinosi che si vedono da Zabriskie Point sono giallastri ma quando sorge il sole cambiano colore e la forma delle ombre cambia continuamente dando una sensazione surreale.
Manly Beacon è stato chiamato in onore di William Lewis Manly che, con John Rogers, guidò i membri degli sventurati del '49 fuori dalla Valle della Morte durante la corsa all'oro della California nel 1849.

### Fondo di badlands

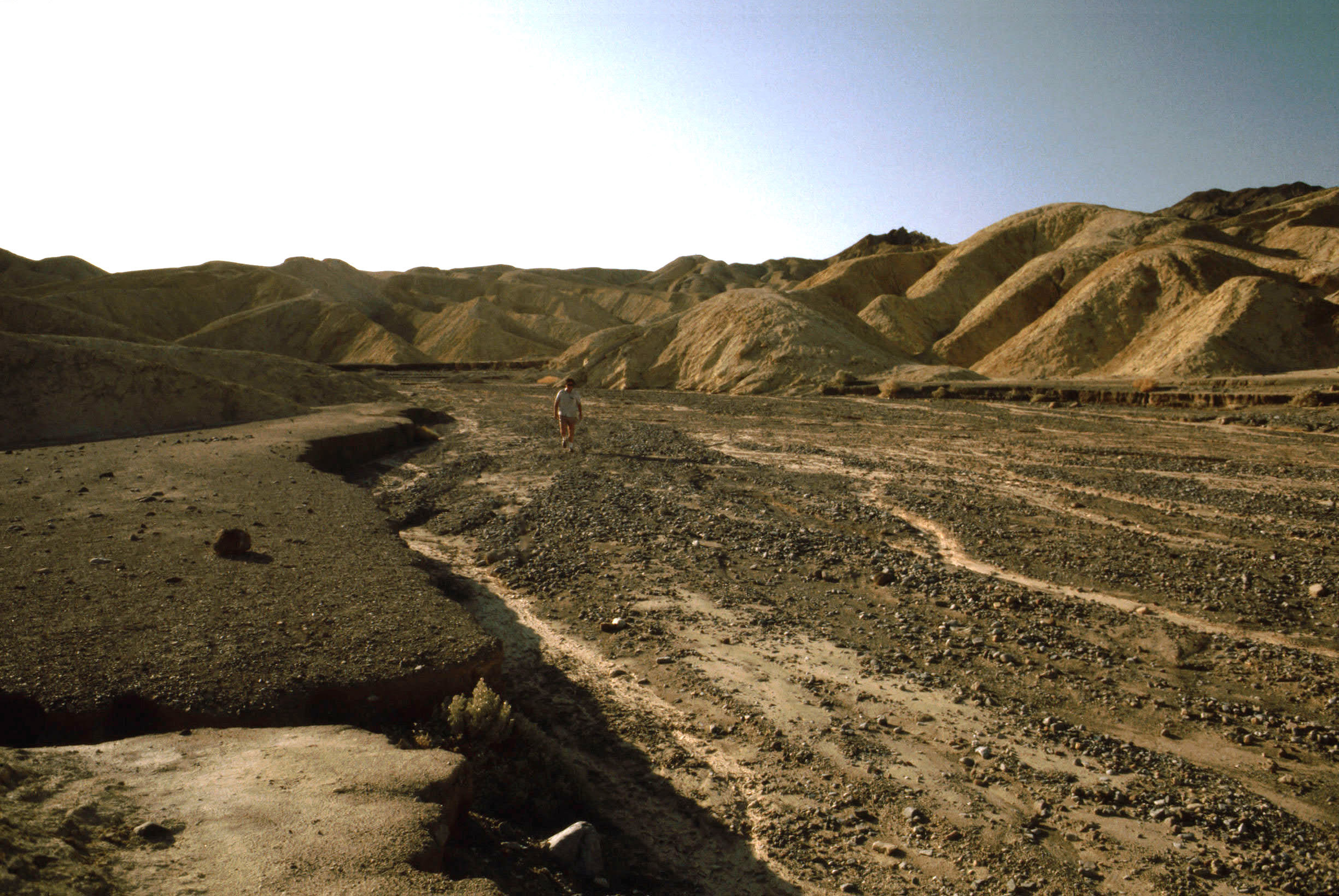
Gower Gulch sul fondo di Zabriskie Point i resti di un torrente in piena

Il fondo di Zabriskie Point è leggermente inclinato sia a causa dello sprofondamento della Valle della Morte da una parte che del sollevamento delle Black Mountains dalla parte opposta. L'inclinazione del terreno ha prodotto delle profonde erosioni a causa delle piene del torrente in seguito prosciugatosi.
Il fondo del torrente fa parte della formazione del Furnace Creek che risale al Mio-Pliocene, è larga circa 1,5 chilometri ed è formata da fango sedimentario a grana molto fine, che si è compresso fino a formare una roccia sedimentaria chiamata mudstone, che è impermeabile all'acqua. La scarsa piovosità associata all'impermeabilità del terreno impedisce la crescita di qualsiasi pianta, donde il nome badlands (terra cattiva).

## Dante's View

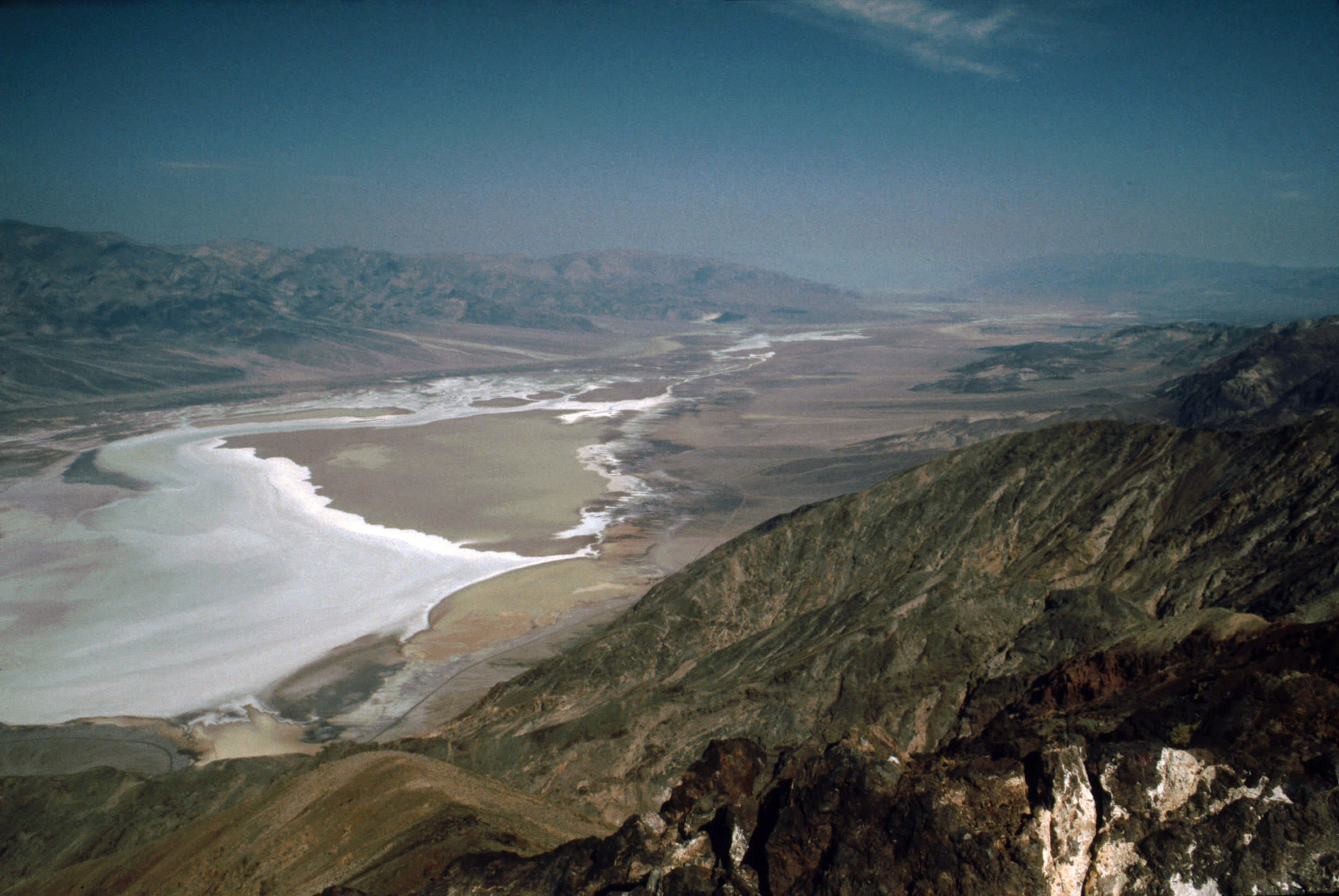
Devil's Golf Course, vista da Dante's View verso Nord

Dante's View (Vista di Dante) è una terrazza posta a 1.669 metri d'altezza sulla cresta delle Black Mountains, dalla quale si gode una panoramica generale del bacino meridionale della Valle della Morte. Inoltre da Dante's View nelle giornate più terse si possono vedere contemporaneamente il punto più alto e più basso degli Stati Uniti, Monte Whitney alto 4.418 metri e Badwater a -86 metri. Da Dante's View si possono apprezzare tutti i particolari del bacino e delle montagne d'intorno, descritti a seguire.

### Vista del Devil's Golf Course

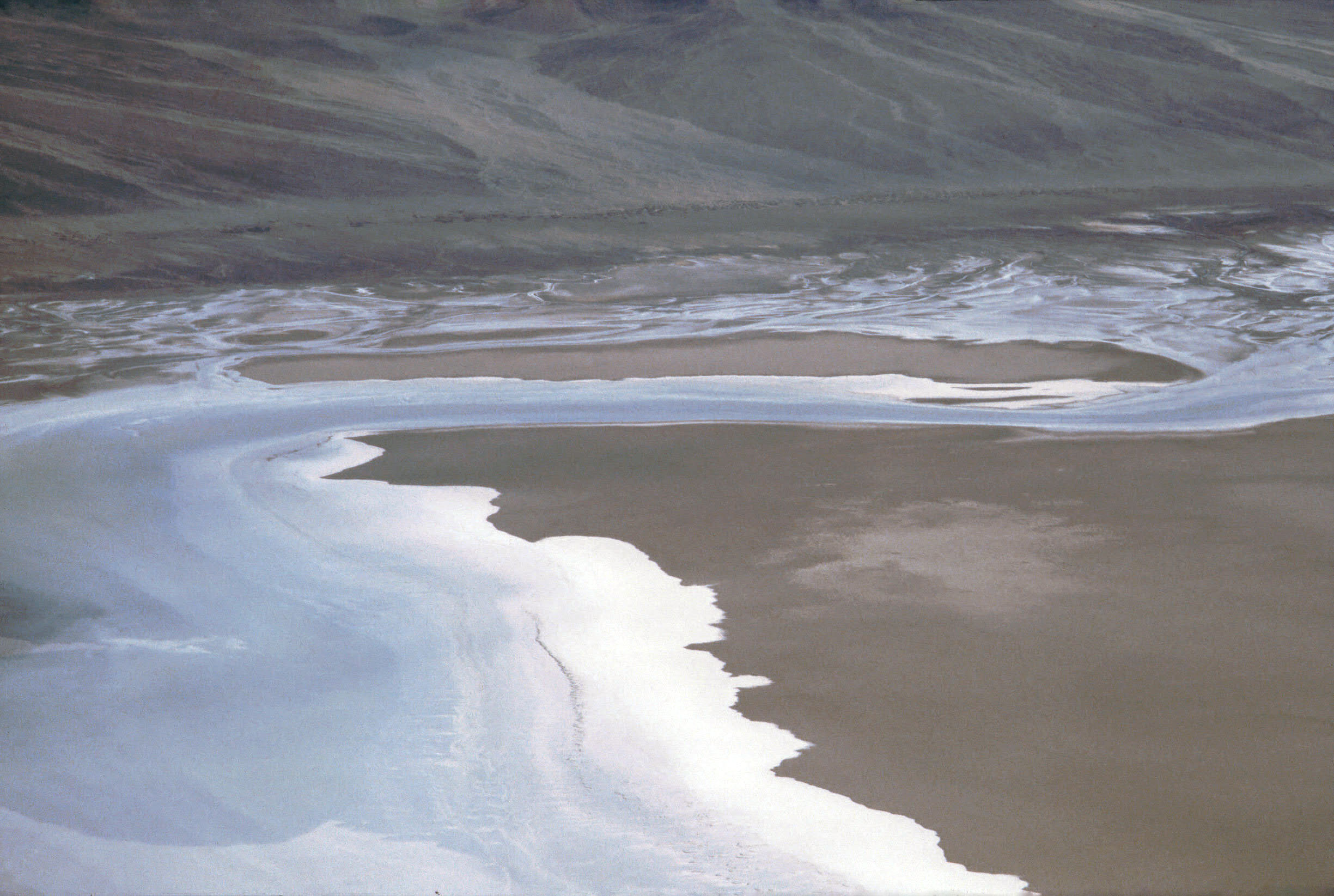
Salt shoreline vista da Dante's View

Dove sembra una grande onda marina spumeggiante e invece è solido sale (halite). Questa crosta di sale è spessa circa da 1 a 2 metri e i suoi contorni cambiano aspetto le rare volte in cui piove durante la stagione invernale. Allora si formano delle piccole pozze di acqua nelle quali il sale si scioglie per cristallizzarsi di nuovo appena sale la temperatura e l'acqua evapora nella stagione estiva.

### Vista del Death Valley Canyon

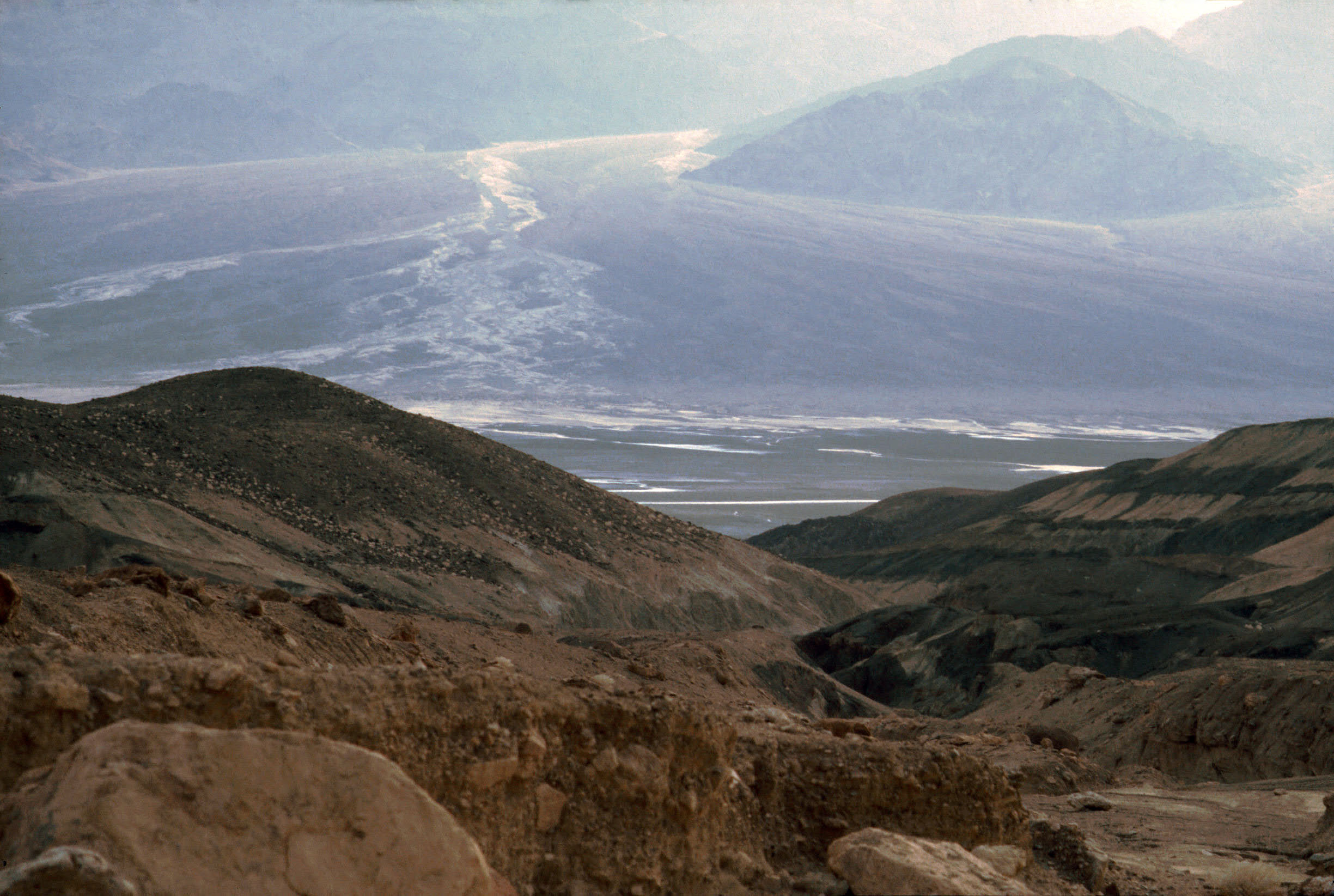
Fiumi di sale dal Panamint Range, Hanaupah Canyon vista da Dante's View

Da Dante's View guardando a Ovest, si vedono le cascate di sale che sembrano fiumi, discendere dai canaloni del Trail Canyon, del Death Valley Canyon e del Hanaupah Canyon. Alcune strade sterrate raggiungono quasi la cima di questi canaloni, senza tuttavia congiungersi alla strada che conduce a Telescope Peak perché il terreno è molto scosceso. È proprio su questi canaloni che un centinaio di sfortunati pionieri tentarono ripetutamente di trovare un attraversamento senza riuscirvi.

### Vista di Badwater

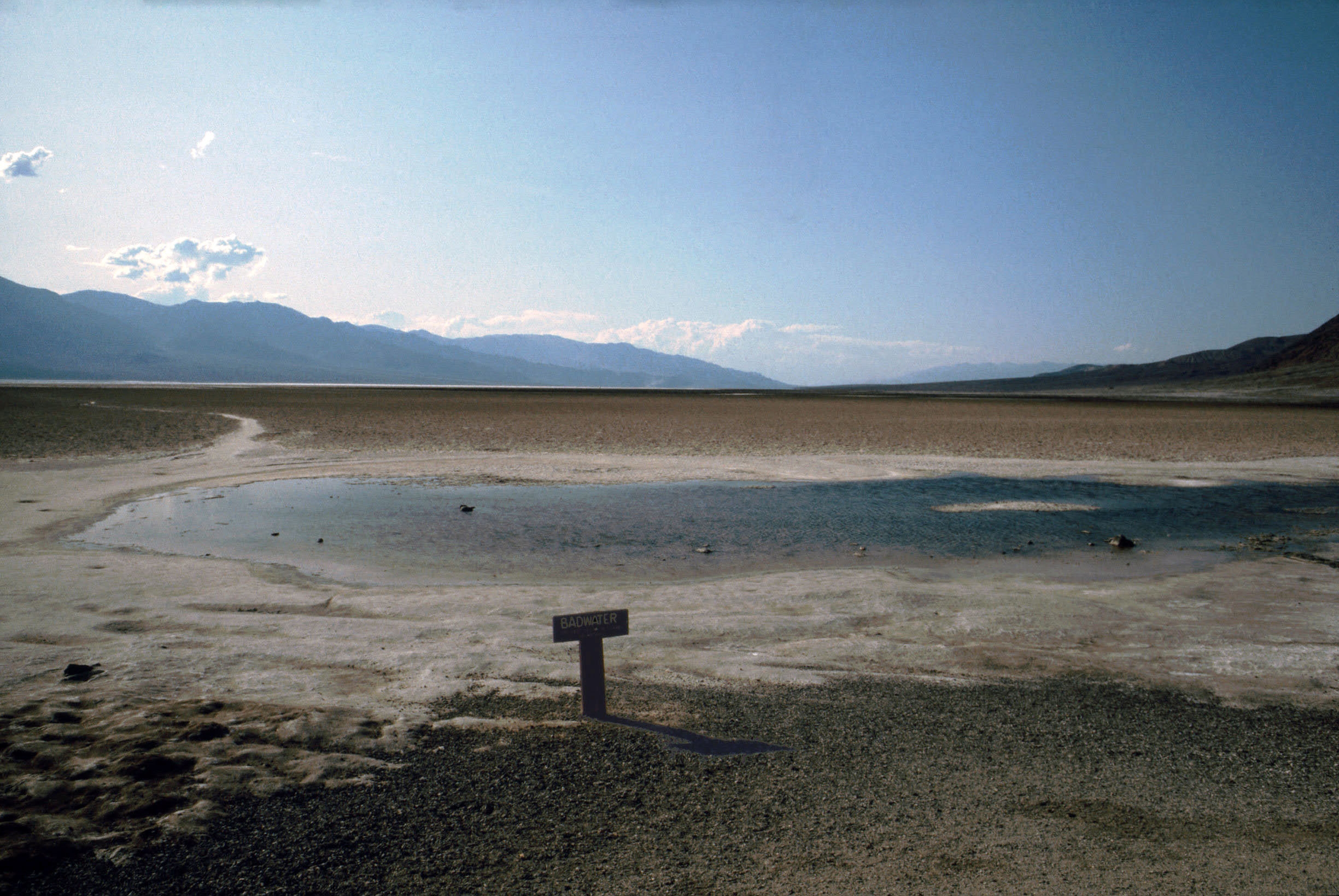
Badwater, il punto più basso degli Stati Uniti

A picco sotto Dante's View, verso Nord Ovest si vede il laghetto di Badwater.

## Badwater
Badwater è la località più bassa degli Stati Uniti, a -86 metri sotto il livello del mare. Vi si trova un piccolo bacino d'acqua salata e dentro vi sopravvivono alcuni tipi di alga e qualche batterio, resistenti alla salinità.

## Devil's Golf Course

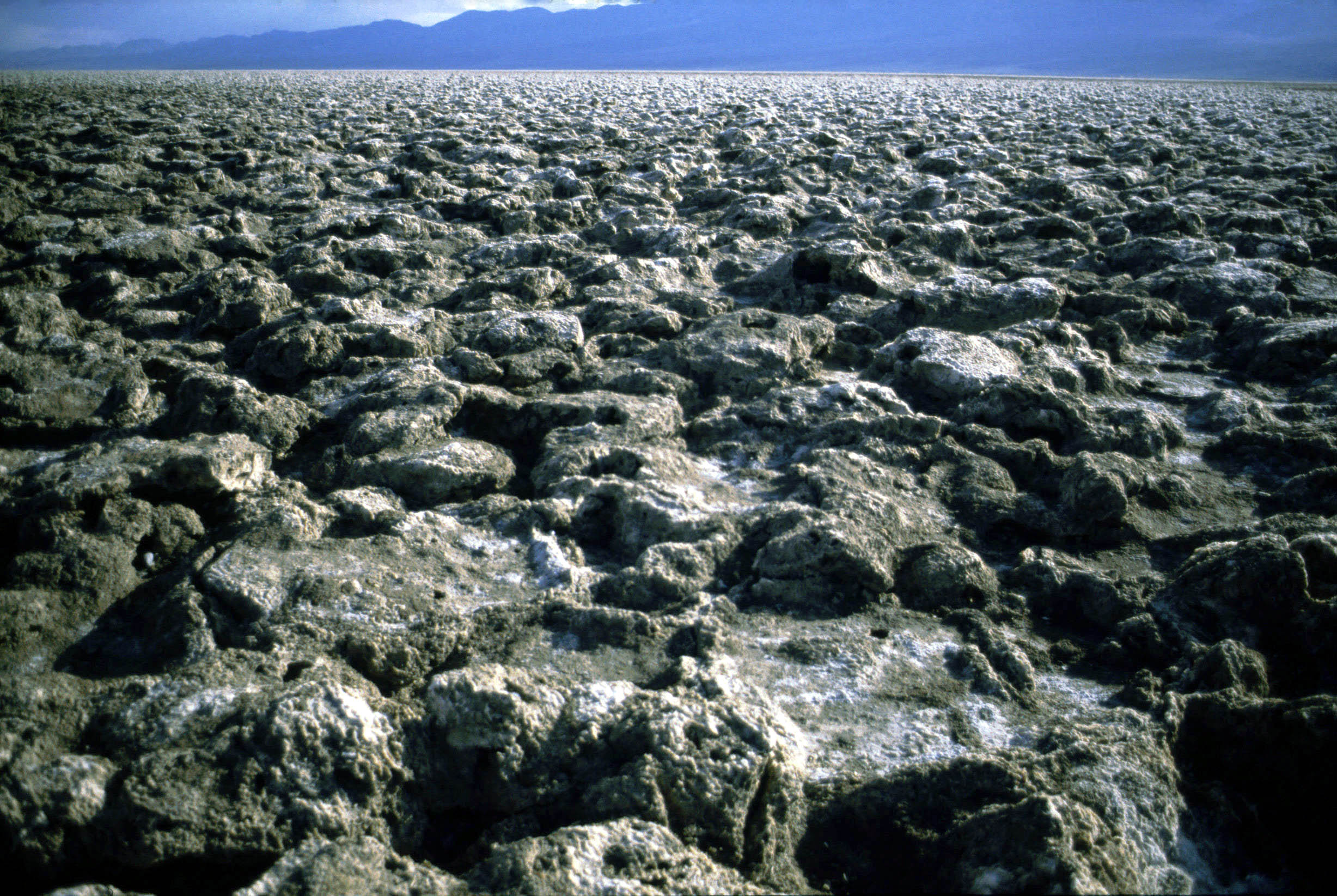
Devil's Golf Course

Devil's Golf Course (letteralmente "campo da golf del diavolo") è uno strato di sale, prevalentemente cloruro di sodio, spesso circa da 1 metro a 2 metri, che si estende per 64 chilometri di lunghezza per 8 chilometri di larghezza, in tutto circa 518 chilometri di superficie. La superficie è talmente frastagliata che chi ci giocasse a golf potrebbe tirare centinaia di palline senza trovarle mai più, donde il nome.

## Furnace Creek Museum
Costruito nel 1960 con donazioni varie, è un museo rivolto agli aspetti etnici dei primi abitanti nativi americani e naturalistici. Sono esposti diorami dei nativi preistorici a grandezza naturale e notizie sulla flora e la fauna del luogo.
È presente il Furnace Creek Visitor Centre, per informazioni e altre necessità turistiche attinenti alla Valle della Morte, e un supermercato di oggetti naturalistici dove si può comprare quel che è vietato raccogliere, dai minerali ai fossili ed altri oggetti ricordo, che provengono da tutti gli Stati Uniti e non solo dalla Formazione di Fornace Creek.

## Sand Dunes

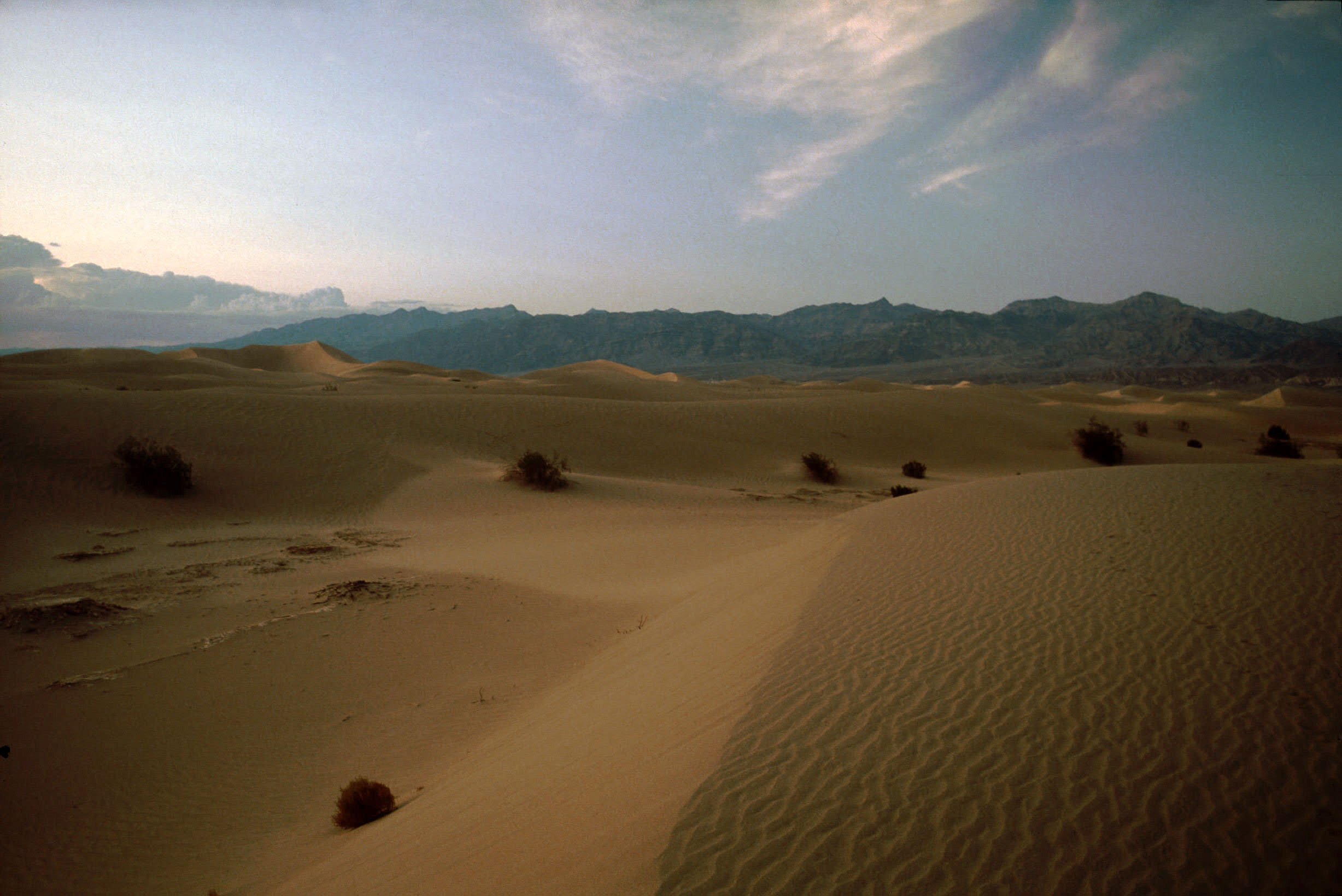
Dune di sabbia presso Stovepipe Wells

Sand Dunes ("dune di sabbia") è una località vicino a Stovepipe Wells, dove il vento ha raccolto la sabbia del deserto in cinque chilometri quadrati. Su questo fazzoletto di sabbia vivono il ratto canguro, le lucertole, uccelli, serpenti e coyote. Qui è presente il Mesquite tree, che alla base dei suoi cespugli ospita crotali. Quando si calpesta la sabbia di queste dune fanno un rumore diverso da quelle al mare, per via della secchezza del luogo. Le dune appaiono sempre linde, malgrado i turisti le vadano continuamente a pestare, perché il vento rimette a posto tutto.

## Rhyolite

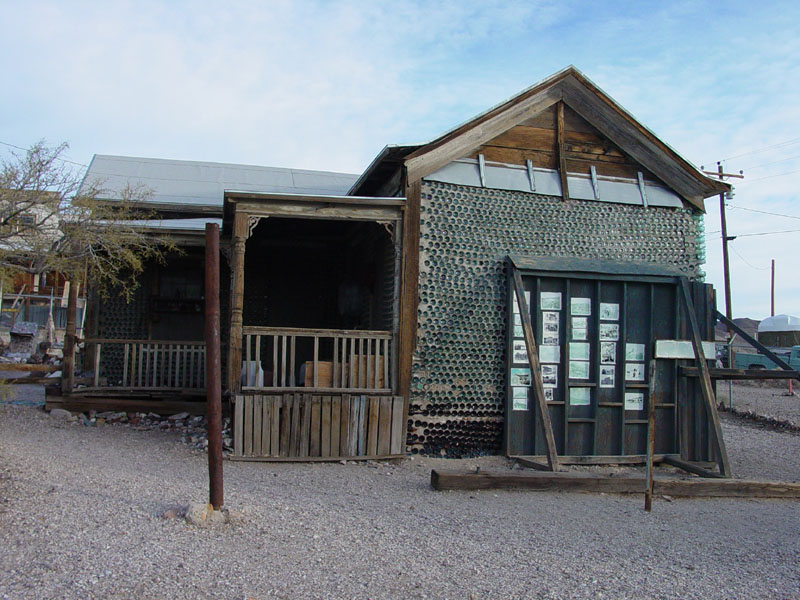
Rhyolite: Bottle House, casa fatta con 50.000 bottiglie

È una ghost town, una città fantasma del Nevada, situata nella Death Valley. Agli inizi del XX secolo ebbe fino a 10.000 abitanti. 
I paesi abbandonati sono molti nella Valle della Morte, dalle fotografie originali dell'epoca, si vede che rimane ben poco dei resti di questi paesi costruiti sull'onda delle ricerche minerarie. Molte baracche crollano e col passare del tempo resta sempre meno, fino a scomparire del tutto. Il nome deriva da riolite, la coltre di lava più dura, che ha ricoperto la roccia sedimentaria formatasi in epoca pliocenica.

## Ubehebe Crater

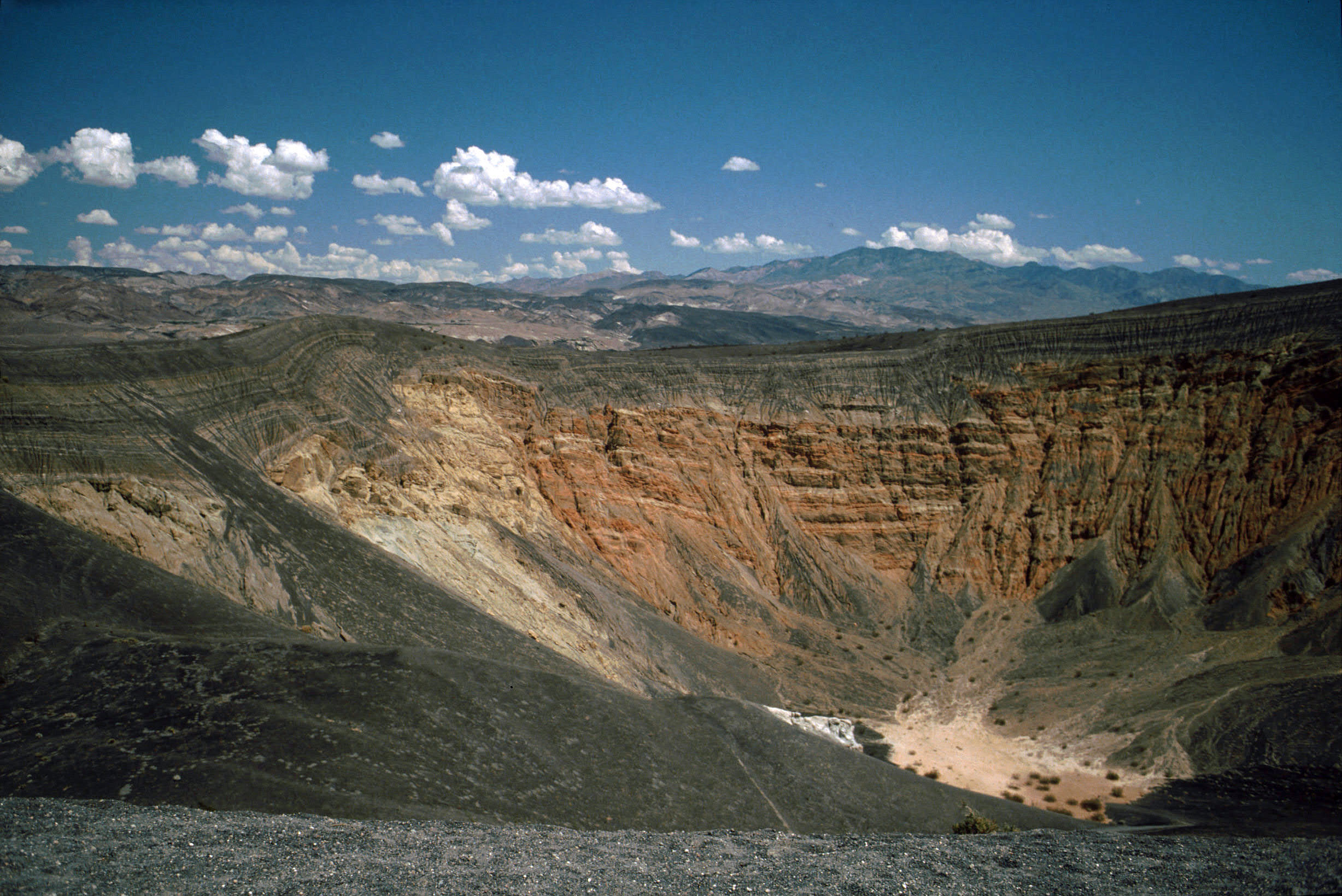
Ubehebe Crater

Un cratere vulcanico impressionante, è profondo 240 metri e largo 400 metri. La strada conduce fino all'orlo del cratere. L'attività vulcanica preistorica nella Valle della Morte è testimoniata da molte formazioni ma questo è l'unico cratere rimasto aperto fino al fondo. 
Il suo nome indiano sembra dovuto a quello di una donna che vi abitava vicino, secondo altri significherebbe "cesto nella roccia".

## Scotty's Castle

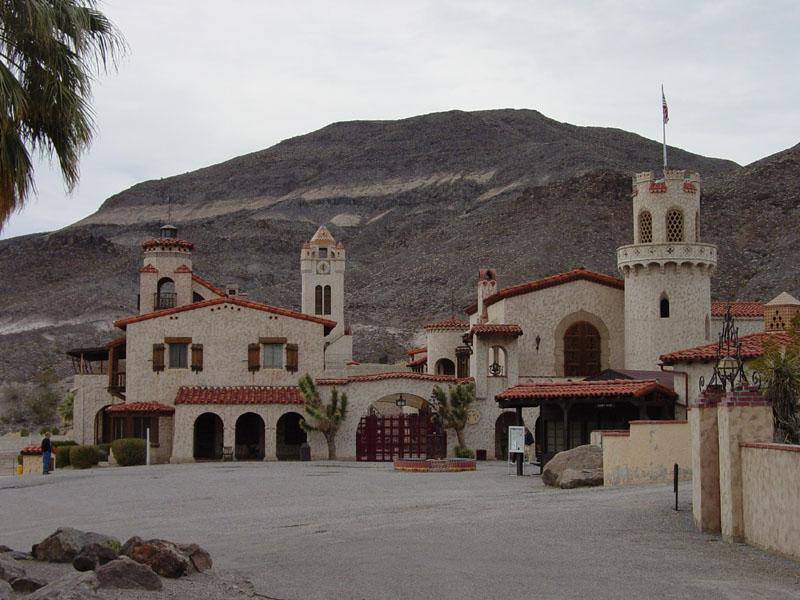
Scotty's Castle

Scotty's Castle non ha niente a che fare con il deserto, se non che è la casa di un cercatore d'oro fallito, che si è arricchito con le azioni fasulle della sua miniera vuota. Walter E. Scott ha vissuto tutta la vita in una baracca, finché gli è venuta l'idea di lanciarsi nel mercato azionario e lì ha sfondato. A fianco della baracca che ancor oggi si può vedere, si è fatto costruire un castello e l'ha riempito di ceramiche, anche italiane. C'è un piccolo supermercato di souvenir.

## Twenty Mule Team Canyon

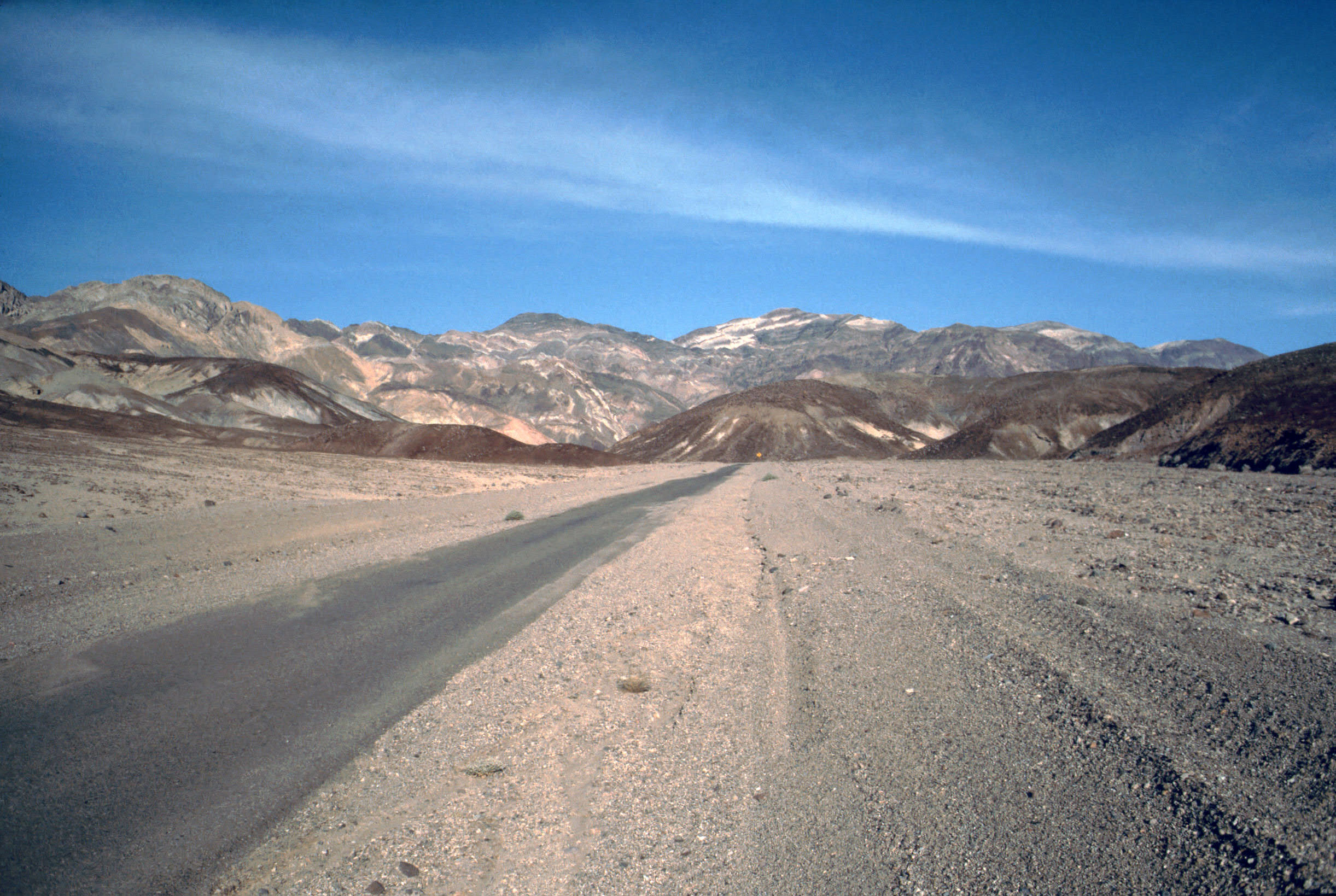
Twenty Mule Team Canyon Road

Questa è una denominazione celebrativa del cañón, ma di qui il famoso carro trainato da venti muli non è mai passato. In questo canalone è possibile vedere tutti gli stadi geologici della Furnace Creek Formation. Il canyon si trova a circa 2 chilometri a Sud di Zabriskie Point.

## Devil's Hole Ash Medows

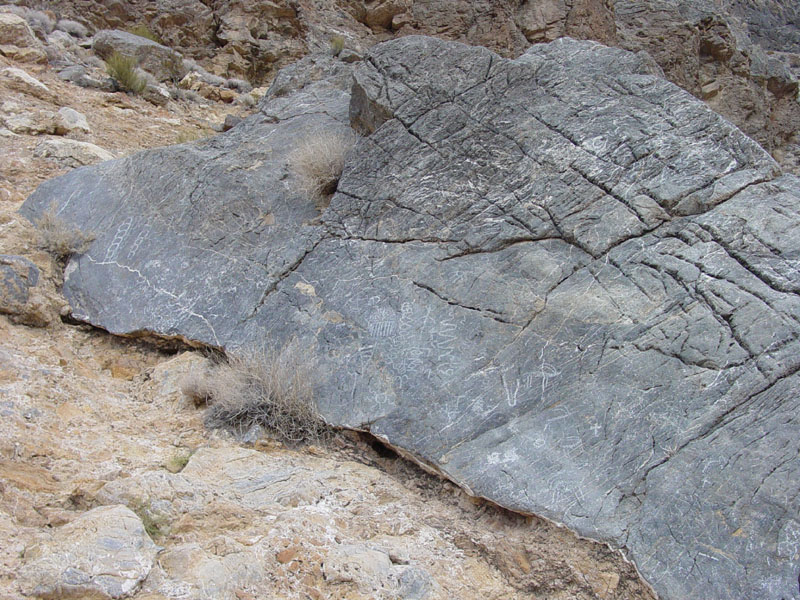
Incisioni rupestri nell'alto canalone Titus

È una vasca naturale piena d'acqua di falda e piovana, nella quale ha trovato la sua nicchia di sopravvivenza un piccolo pesce di mare, il Cyprinodon diabolis. In questa vasca si sono immersi speologi sommozzatori ed hanno scoperto una grotta subacquea immensa, che è stata esplorata fino ad una lunghezza di 90 metri.

## Titus Canyon
Titus Canyon è un canalone situato nella parte settentrionale della Valle della Morte, sulle Grapevine Mountains; la sterrata a senso unico, si diparte nei pressi di Rhyolite per arrivare al centro valle. Titus Canyon ha un interesse geologico, paleontologico e paletnografico. Questa località ha una fonte d'acqua perenne, dunque era luogo di processione sia di animali preistorici, dei quali si trovano molteplici resti, raccolti al museo di Furnace Creek, che dell'uomo primitivo, il quale ha lasciato tracce incise sulle rocce.
A Titus Canyon è stato trovato il cranio gigante del Brontotherium che si trova al Museo di Furnace Creek.

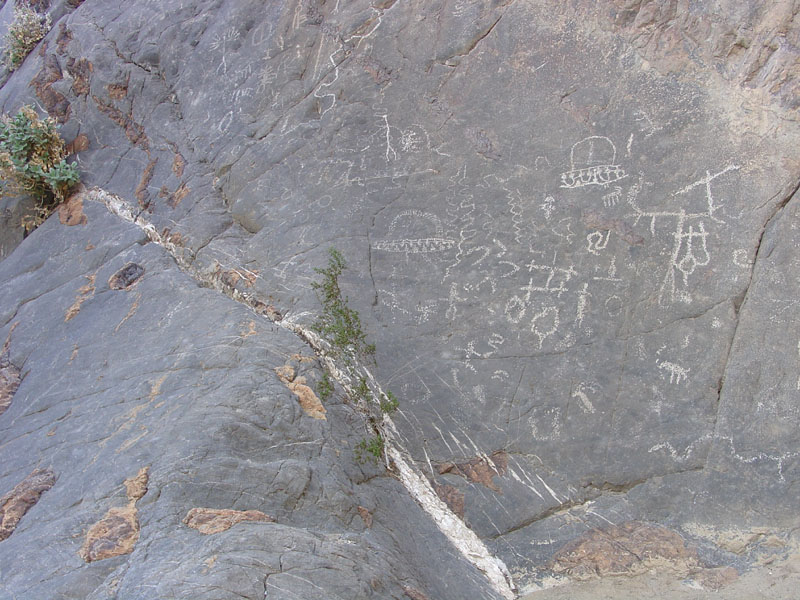
Incisioni rupestri nel Marble Canyon

Qui sono state trovate delle incisioni rupestri, che attualmente (2005) non sono ancora state studiate in modo approfondito. Da un primo superficiale esame, appare che queste incisioni sulla roccia non sono tutte dello stesso tipo, ossia della stessa epoca, vuoi per diversità del modo di incidere la roccia, vuoi per il diverso stile, vuoi per la diversa idea che esprimono.
Per quanto riguarda la tipologia, alcune sono simili a quelle che si trovano nella Valle delle Meraviglie in Francia, una serie di rettangoli attaccati per un lato, che sembrano delimitare dei campi oppure essere la rappresentazione ingrandita di insetti.
Queste figure si distinguono a prima vista perché sono incise in un modo grossolano, ossia la picchettatura è piuttosto grossa e lascia una serie di buchi piuttosto larghi.
Altre figure sono più filiformi e si vede che non sono fatte più con il sistema della picchettatura, ma la roccia è incisa strisciandola.
Infine si vede una croce di difficile interpretazione, in quanto sembra grossolanamente picchettata ma potrebbe essere stata strisciata molte volte per farla appararire più grossa.

## Marble Canyon
Il Marble Canyon si trova nelle Montagne del Cottonwood della Catena del Panamint. Ha un interesse paletnografico in quanto esiste una roccia sedimentaria con incisioni rupestri del massimo interesse e che non sono state ancora studiate a sufficienza (2005). Nelle sue strette valli si trovano petroglifi, simboli misteriosi e disegni di una cultura nativa americana andata perduta e non ancora scavata. 
La maggior parte delle incisioni del canalone Marble sono diverse dalle incisioni del canalone Titus e, in particolare, ce n'è una molto simile alle più comuni incisioni rupestri della Valle delle Meraviglie in Francia.

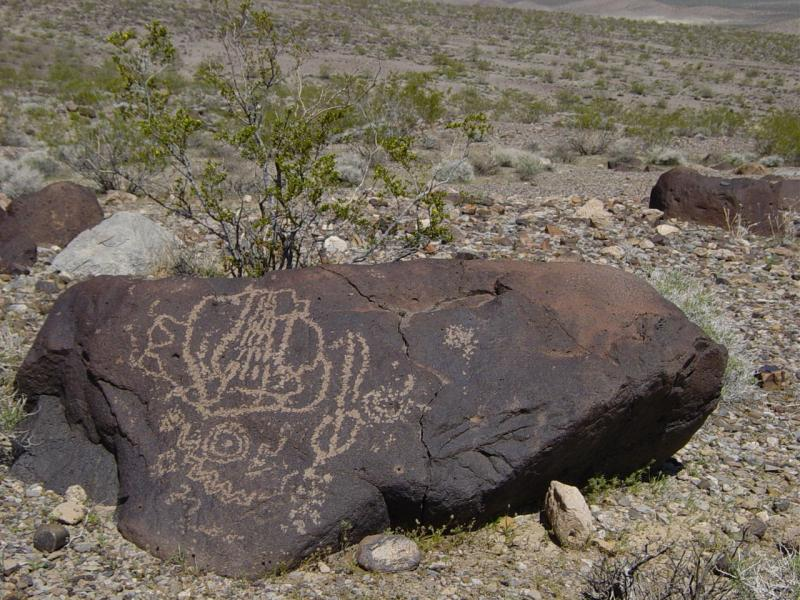
incisioni rupestri preistoriche a Mesquite Flat

Si vede un uomo che sta arando di fianco al suo aratro, trainato da due animali. Questa figura è stata fatta in due tempi, in quanto si vede chiaramente un diverso stile di picchettatura che dà un risalto diverso all'insieme.
Esiste la parte sinistra che è fatta con uno stile di picchettatura grossolano e la parte destra che è stata ripicchettata sopra, ridisegnando il bue, al quale è stato aggiunto un giogo e l'uomo che porta l'aratro, che originariamente era stilizzato è stato cambiato e nella seconda versione sembra visto dall'alto.
Si vedono croci, uomini, animali fra cui il muflone, e altre figure rotondeggianti, alcuni dei quali assomigliano a quelli della Val Camonica in Italia.

## Mesquite Flat
È a Nord Ovest vicino a Stovepipe Wells. Si vedono incisioni rupestri di 5.000 anni fa.

## Cinder field

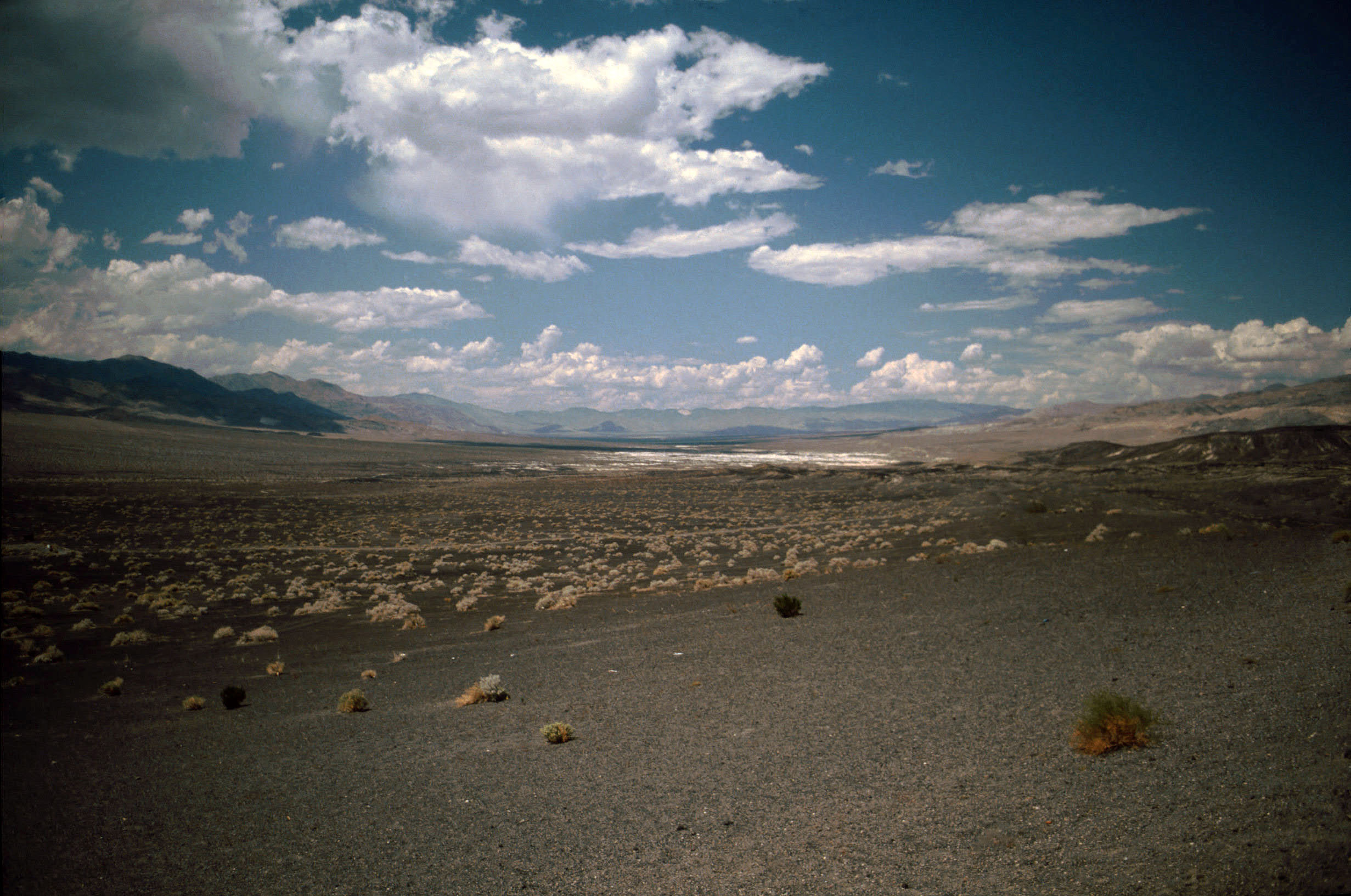
Campo di cenere e lapilli depositati nelle eruzioni del vulcano Ubehebe

È un campo di cenere e lapilli vulcanici, proveniente dal Cratere di Hubehebe, che rende il terreno scuro in contrasto con quello solitamente bianco della valle.

## Montagne Cottonwood, Racetrack Playa

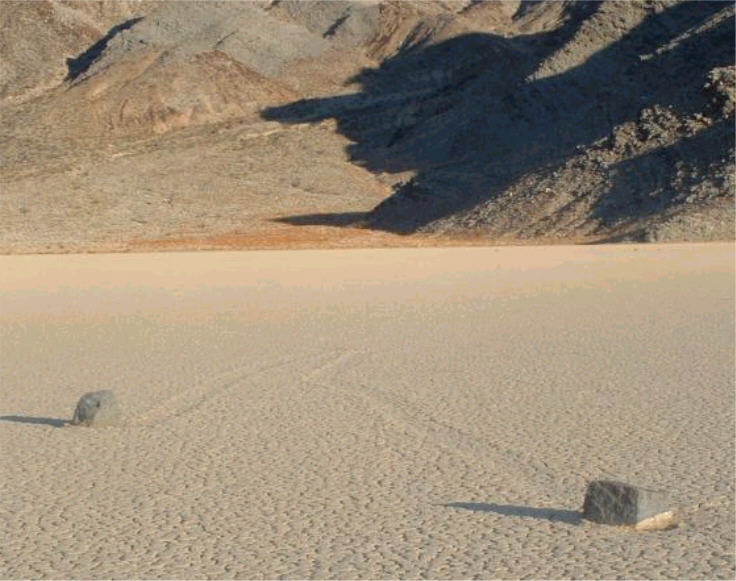
Cottonwood Mountains, Playa, racetrack

È uno di quei fenomeni naturali della Valle della Morte che incuriosisce e lascia stupefatti. Ci troviamo di fronte ad una spiaggia o al letto di un lago asciutto sul versante Ovest della valle, sul quale dei macigni che avanzano, non si sa come, forse spinti dal vento, lasciano dietro a sé una scia profonda.

## Devil's Cornfield
È un campo con una strana comunità di piante, le arrow weed (Pluchea sericea) a causa delle particolari condizioni climatiche, di vento e acque sotterranee, crescono in file perfettamente ordinate.

## Striped Butte
Si trova a Sud, sul versante occidentale del Panamint, circa a metà strada fra Trona e Ashford Mill, nella Butte Valley, fra Goler Canyon e Warm Spring Canyon.

## Hanaupah Canyon
Significa acqua dell'orso, che un tempo viveva anche qui, nelle Montagne del Panamint. In inverno, il canyon conduce ad una serie di cascate e piccoli bacini lacustri.
Da Badwater guardando versoTelescope Peake, è proprio sotto.

## Trail Canyon, Frozen Water Fall
Una cascata di ghiaccio nel deserto che si forma solo d'inverno. Si trova proprio sotto e a Est di Wildrose.

## Copper Canyon
È chiamato canyon del rame, ma il rame non esiste, invece ci sono i fossili. È sulle Black Mountains, a metà strada fra Badwater e Mormon Point. Si trovano impronte di cammello, cavallo, uccelli e carnivori.

## Panamint City
Sulla strada per Panamint City è possibile vedere una arrastra, una macina del minerale, per estrarre l'oro.

## Wildrose

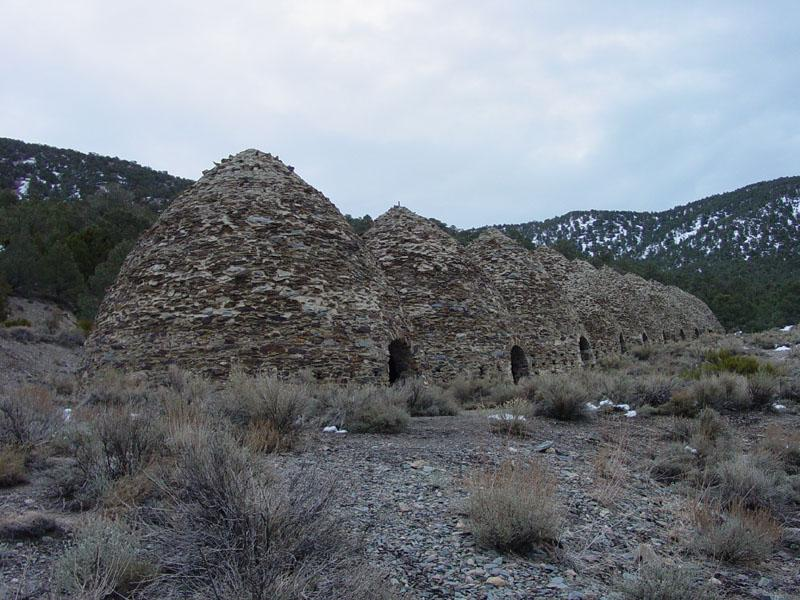
Wilderose, altiforni a carbone

Ci sono i forni a carbone, chiamati charcoal kilns, usati per fondere il minerale nel 1870.

## Artist's Palette

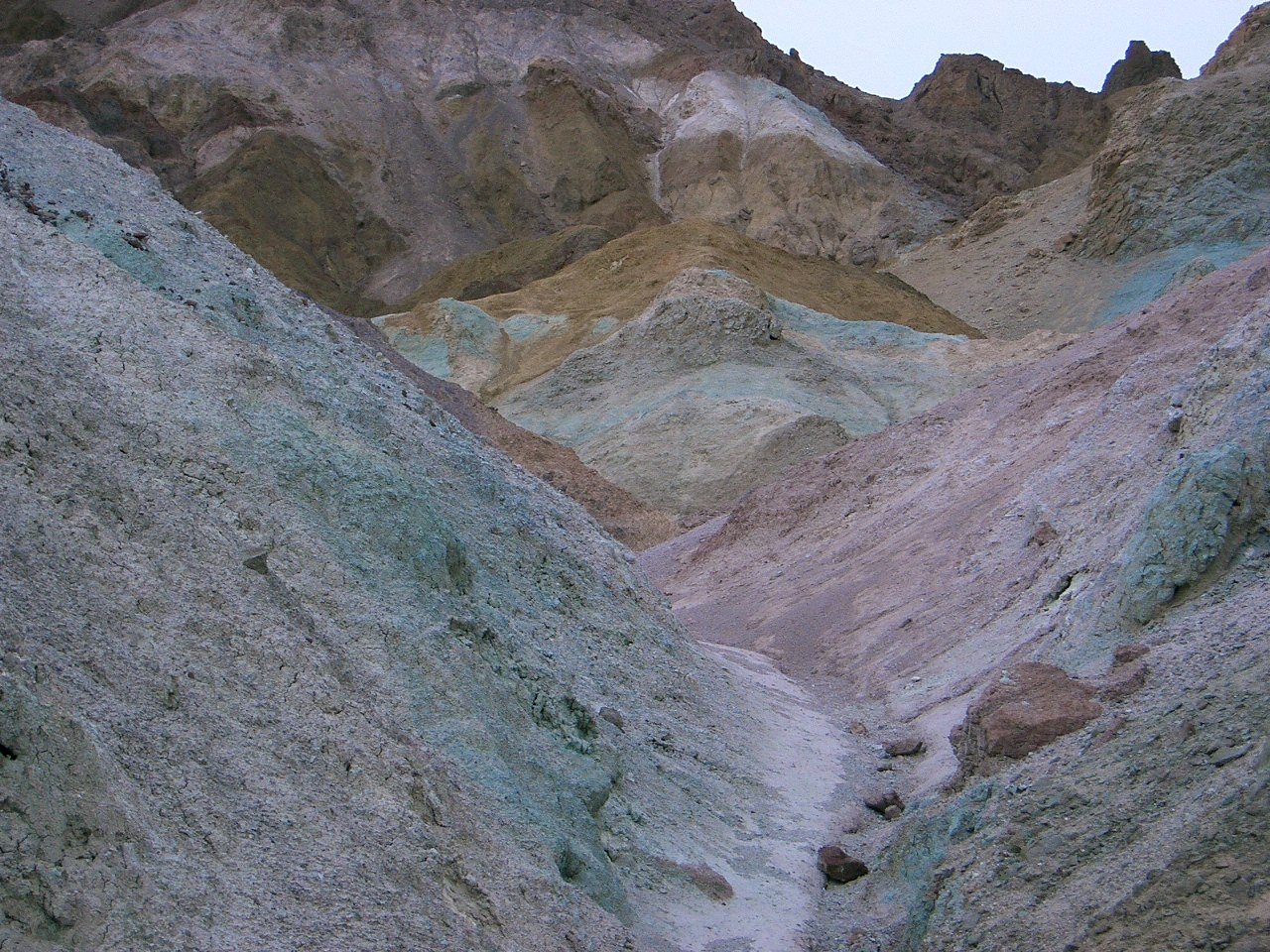
Artists Palette

Letteralmente "tavolozza dell'artista", è famosa per i colori delle rocce, dovute ai risultati secondari delle eruzioni di lapilli e cenere del Cenozoico.

## Salt Creek
A Salt Creek ci sono i pesci del deserto.

## Golden Canyon

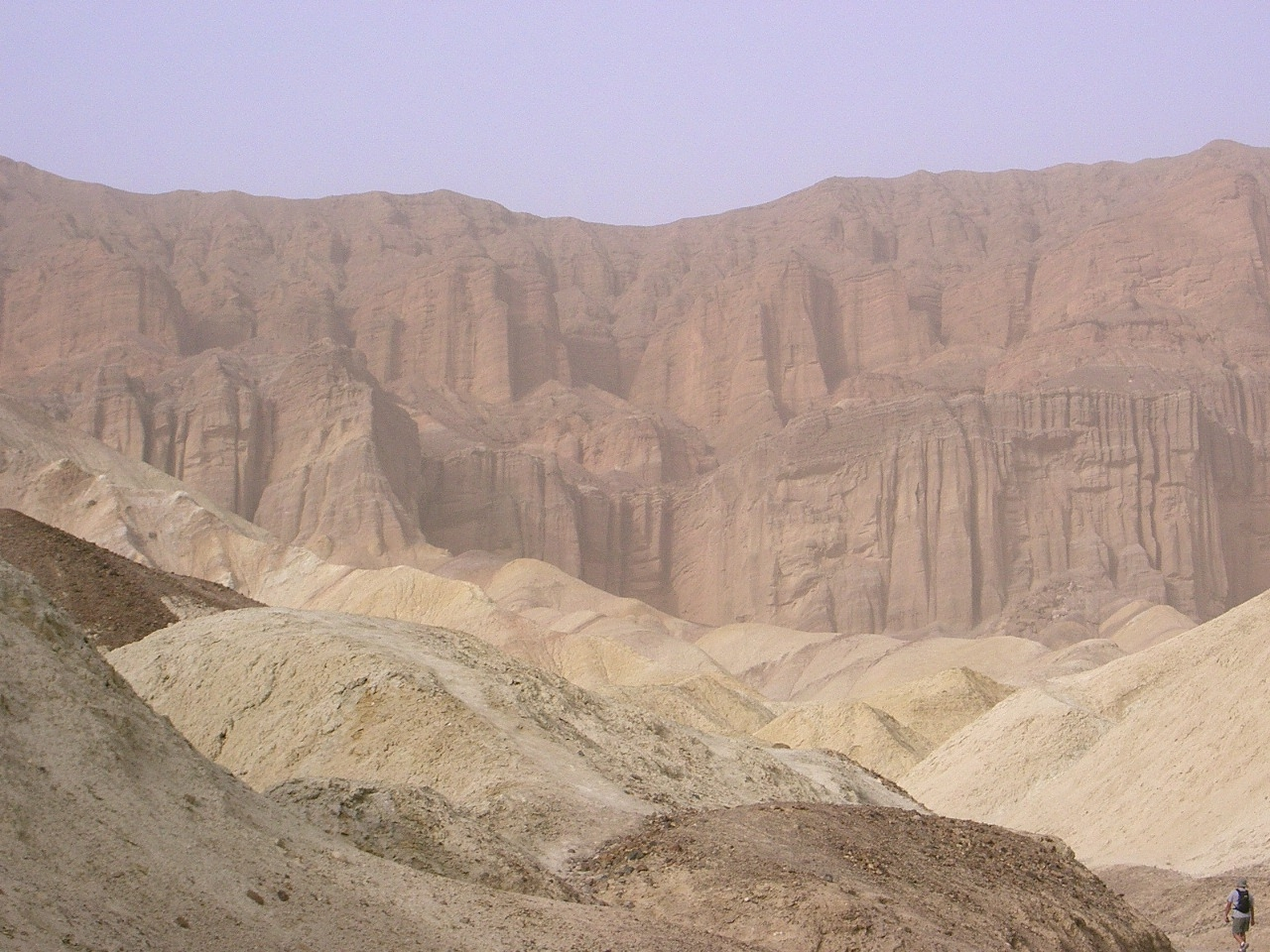
Golden Canyon

Si trova nei dintorni di Furnace Creek, a Ovest e proprio sotto a Zabriskie Point. Risalendolo a piedi si arriva alla Red Cathedral (Cattedrale Rossa), gigantesca roccia a forma ecclesiale.

## Mushroom Rock

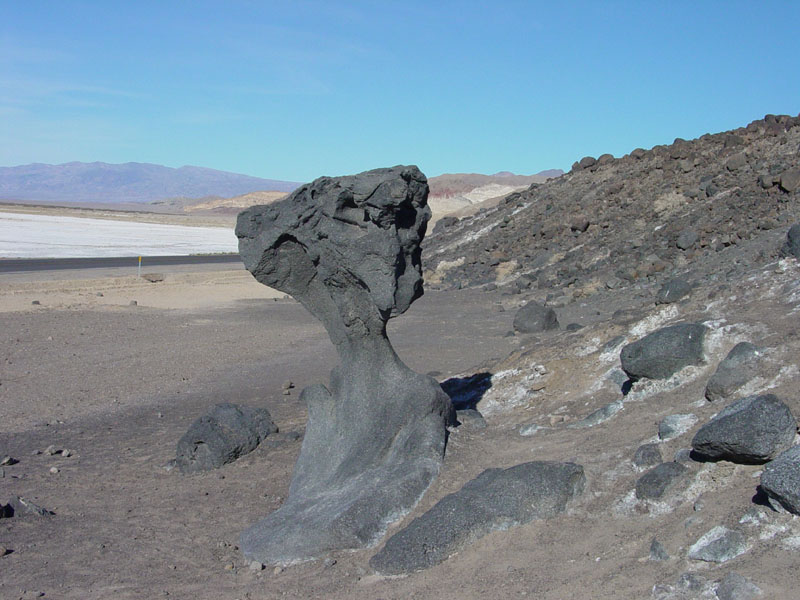
Nei pressi di Furnace Creek, erosione a fungo

Letteralmente "roccia fungo", si trova a circa 1,5 chilometri a sud di Furnace Creek, all'intersezione fra la Highway 178 e la Artist's Palette Drive (strada panoramica). Questa strana formazione è dovuta all'azione corrosiva degli agenti atmosferici sulla roccia più tenera sottostante ad una roccia più dura.